# 羅希亞鄉 (錫比烏縣)

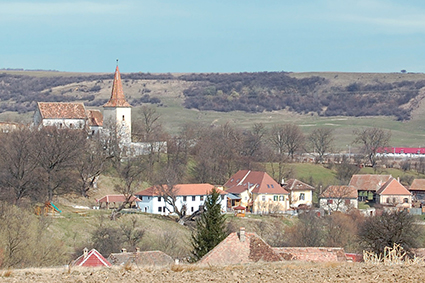

45°49′00″N 24°18′40″E / 45.8167°N 24.3111°E
羅希亞鄉（羅馬尼亞語：Comuna Roșia, Sibiu），是羅馬尼亞的鄉份，位於該國中部，由錫比烏縣負責管轄，面積113平方公里，海拔高度455米，2007年人口5,035，人口密度每平方公里45人。